# 阿里别
阿里别（13世纪—1280年），又译阿里伯。名阿里，“别”为尊称。元朝大臣，回回人，中州大断事官牙老瓦赤之子，原籍花剌子模。元世祖时中书右丞。
元世祖中统三年（1262年），与阿合马并为领中书左右部兼诸路都转运使。至元元年（1264年），为中书右丞。至元四年（1267年），降为参知政事。至元五年（1268年），出为签河南等路行中书省事。至元六年（1269年），升任中书右丞，在南阳屯田。至元十二年（1275年），为淮东左副都元帅，与都元帅博罗欢率领蒙古、汉军在邳州会师，顺淮河攻破淮安，围攻扬州。至元十三年（1276年），守湾头堡，击退南宋扬州都统姜才。追击宋朝淮东制置使李庭芝、姜才至泰州，十月，担任淮东行中书省平章政事。至元十七年（1280年），和左丞崔斌得罪阿合马，以擅易命官八百员问罪处死。后来追谥忠节。